# Alperton (Metropolitano de Londres)
Alperton é uma estação do Metropolitano de Londres no ramal de Uxbridge da Piccadilly line. A estação fica entre Sudbury Town e Park Royal, na Zona 4 do Travelcard. Ele está localizado na Ealing Road (estrada A4089), a uma curta distância do cruzamento com a Bridgewater Road (A4005) e perto da Garagem de Ônibus de Alperton e do ramal de Paddington do Grand Union Canal. A estação foi reformada em 2006.

## História
Alperton foi inaugurado em 28 de junho de 1903 pela District Railway (agora a linha District), com o nome de "Perivale Alperton", em sua nova extensão para South Harrow em trilhos eletrificados de Park Royal & Twyford Abbey, que foi inaugurado cinco dias antes. Esta nova extensão foi, juntamente com os trilhos existentes de volta para Acton Town, a primeira seção das linhas de superfície do metrô a ser eletrificada e operar tração elétrica em vez de vapor. As linhas de metrô de nível profundo abertas na época (City & South London Railway, Waterloo & City Railway e Central London Railway) têm sido alimentadas eletricamente desde o início.
A estação foi posteriormente renomeada como "Alperton" em 7 de outubro de 1910.
Em 4 de julho de 1932, de Ealing Common a South Harrow, o serviço da linha District foi substituído pela linha Piccadilly. Os serviços da linha Piccadilly foram estendidos para correr a oeste de seu terminal original em Hammersmith, compartilhando a rota com a District. Tem estações sem escalas entre Hammersmith e Acton Town, além de Turnham Green, que o Piccadilly liga apenas durante o início da manhã e tarde da noite. Em Acton Town, as linhas District e Piccadilly usam plataformas separadas. Eles se juntam a oeste de Acton Town em direção a Ealing Common..

### Incidentes e acidentes
Em 2 de março de 1944, durante a Segunda Guerra Mundial, danos causados por bombas foram evitados por meio de serviços de e para Uxbridge por cinco dias.

## Projeto

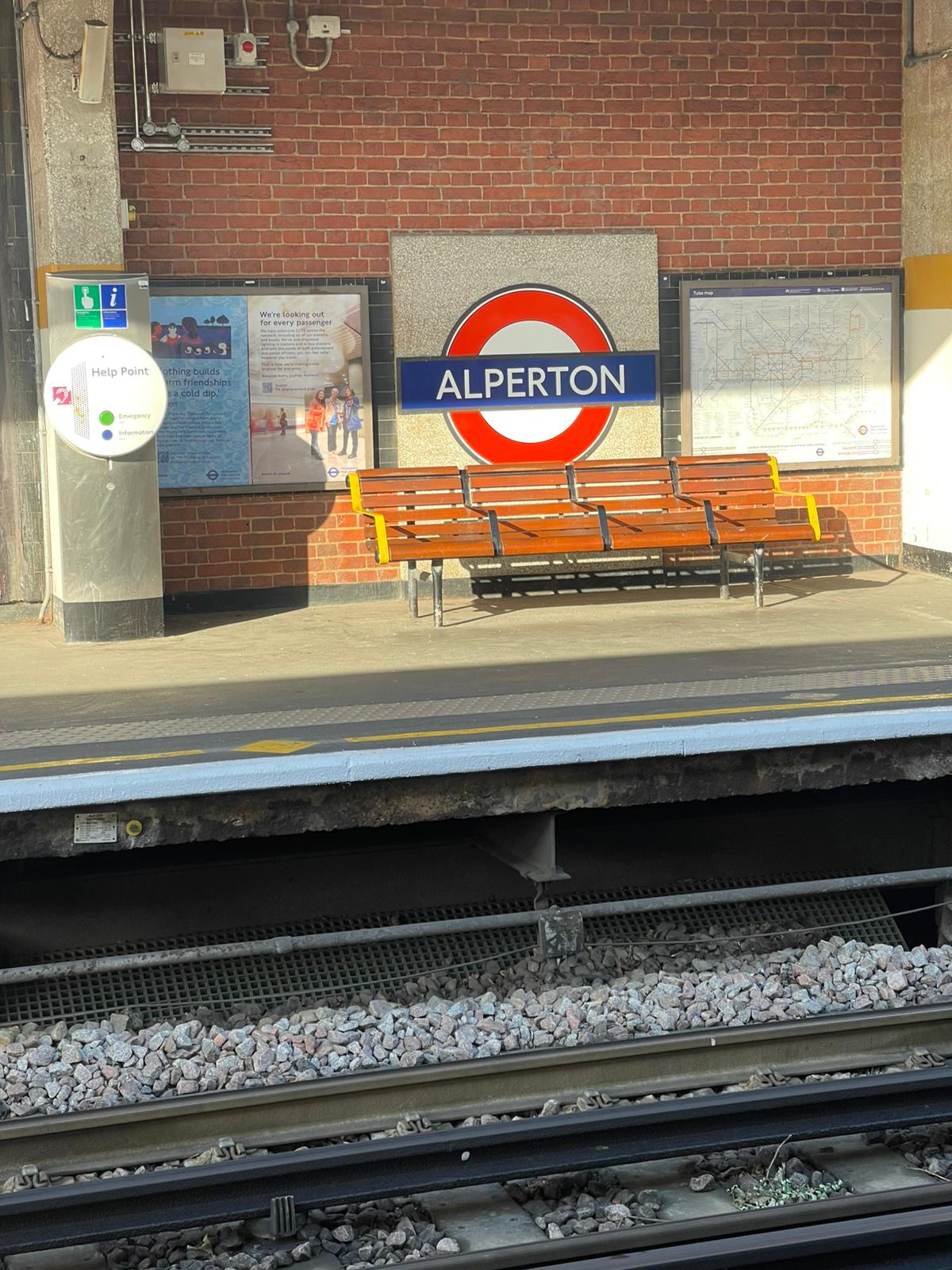
Imagem da estação de Alperton, vista do metrô.

O edifício original da estação era uma modesta estrutura de enxaimel construída em 1910. Em 1930 e 1931, esta foi demolida e substituída por uma nova estação em preparação para a transferência do ramal da linha District para a linha Piccadilly. A nova estação foi projetada por Charles Holden em estilo europeu moderno usando tijolo, concreto armado e vidro. Como outras estações, como Sudbury Town e Sudbury Hill ao norte e outras que Holden projetou em outros lugares, e também para as extensões da linha Piccadilly leste e oeste, como Acton Town e Oakwood, a estação Alperton apresenta um bloco alto. como uma bilheteria que se eleva acima de uma estrutura horizontal baixa que contém escritórios de estações e lojas. As paredes de tijolos da bilheteria são pontuadas com painéis de janelas de clerestório e a estrutura é coberta por uma cobertura de laje plana de concreto.
Alperton anteriormente compartilhava com Greenford (na linha Central) a distinção de ser uma das duas únicas estações a ter uma escada rolante subindo para as plataformas. Em 1955, uma escada rolante foi instalada na plataforma leste. Ele havia sido originalmente usado na exposição do South Bank do Festival da Britânia. A escada rolante caiu em desuso em 1988, e sua máquina permanece no local atrás de uma parede.

## Serviços e conexões

### Serviços
O serviço fora de pico em trens por hora (tph) é:
- 6tph para Cockfosters (sentido leste)
- 3tph para Rayners Lane (sentido oeste)
- 3tph para Uxbridge via Rayners Lane (sentido oeste)

O serviço de horário de pico em trens por hora (tph) é:
- 12tph para Cockfosters (sentido leste)
- 6tph para Rayners Lane (sentido oeste)
- 6tph para Uxbridge via Rayners Lane (sentido oeste)

Durante a interrupção na Linha District, os trens da Linha Piccadilly às vezes foram usados para fornecer um serviço para Ealing Broadway, seja desviando alguns trens com destino a Rayners Lane e Uxbridge, ou como um serviço de transporte de Acton Town. Os trens também podem operar ao longo dos trilhos da Linha District de Hammersmith a Acton Town para servir as estações sem plataformas na Linha Piccadilly.

### Conexões
As linhas de Ônibus de Londres 79, 83, 224, 245, 297, 483, 487 e a rota noturna N83 atendem a estação, com a rota 297 fornecendo um serviço 24 horas.

## Galeria

Imagens da Estação
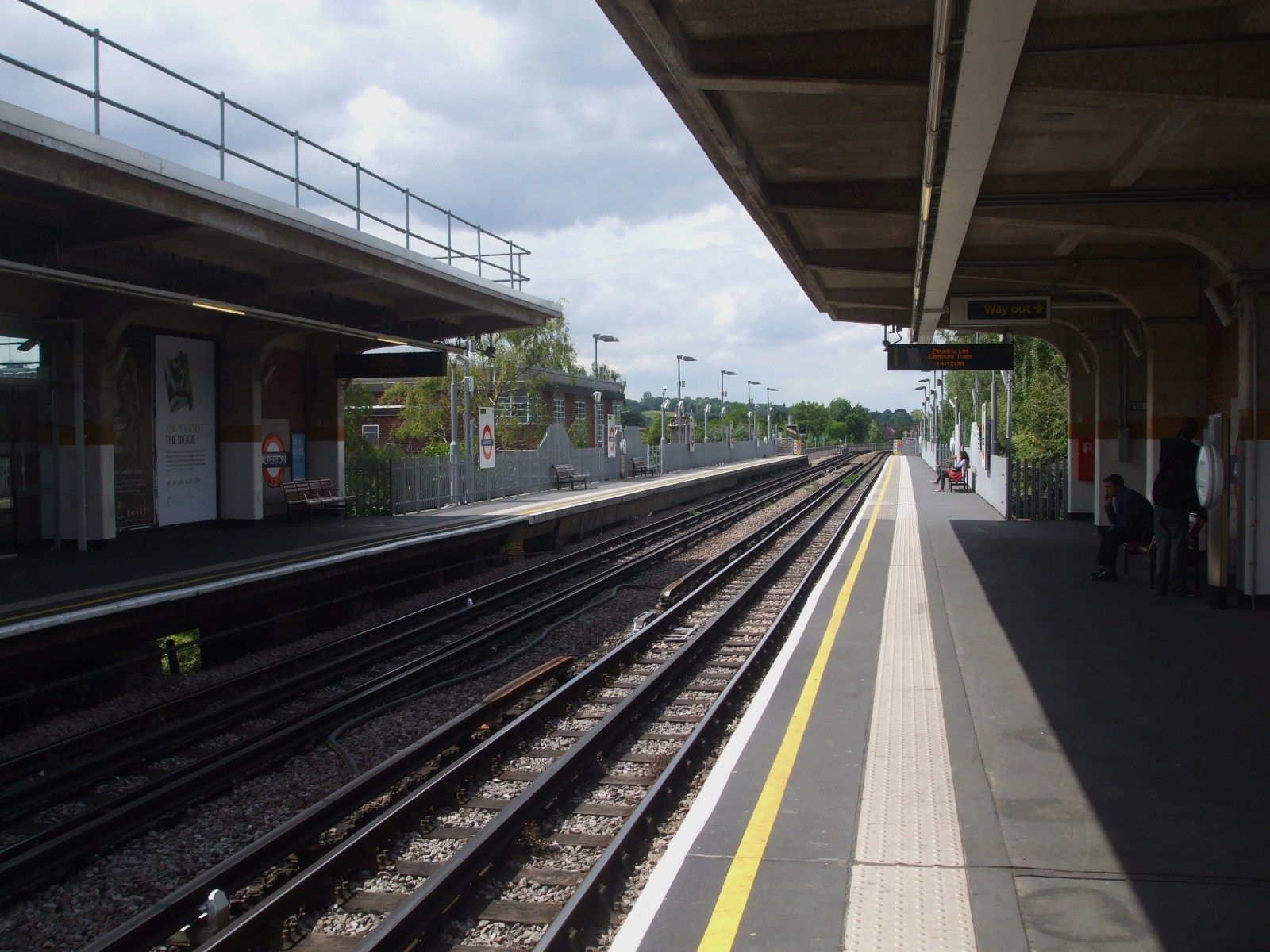
Vista da estação de Alperton
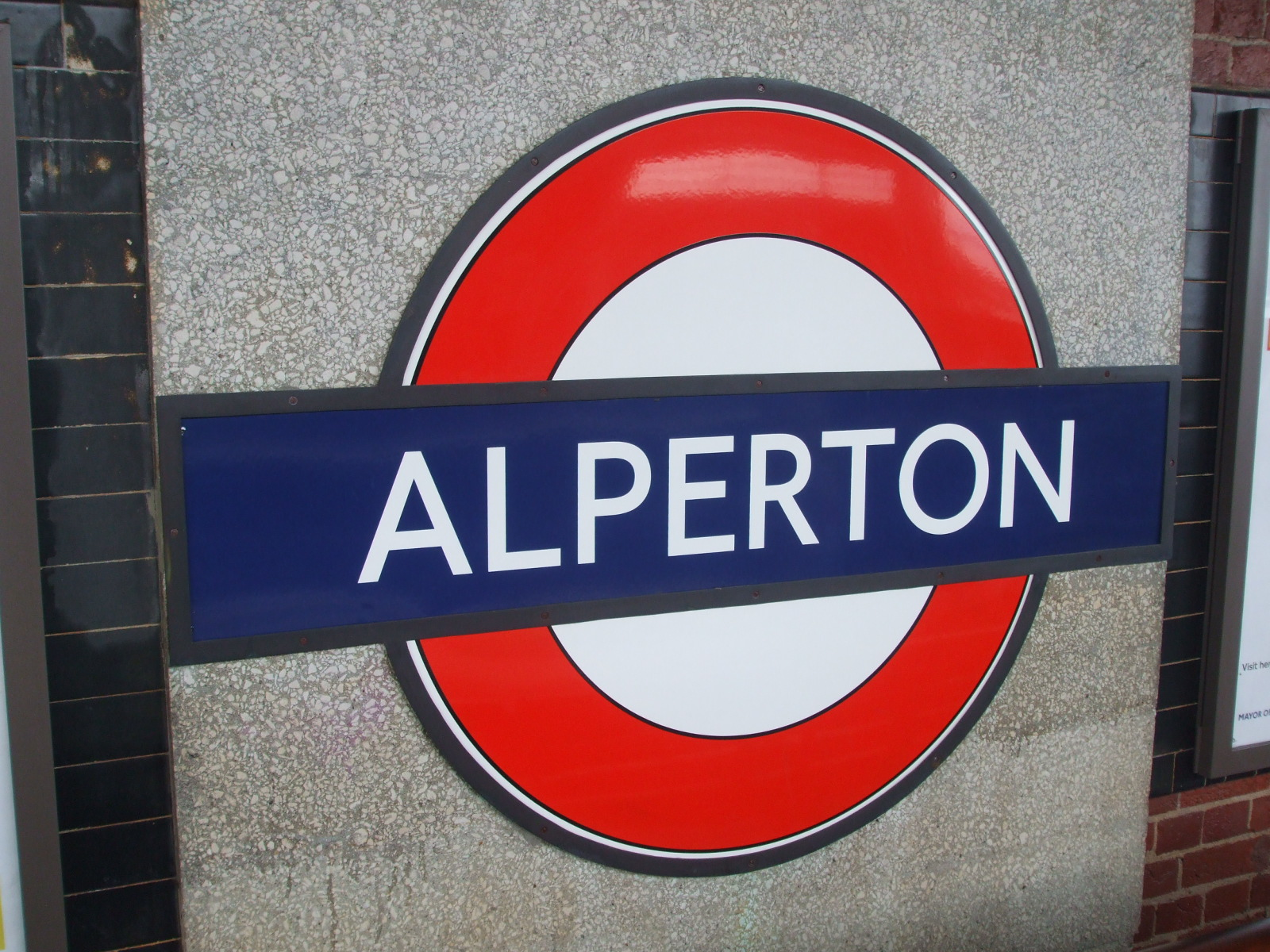
Placa com o nome da estação